# Julien Reitzenstein
Julien Reitzenstein (* 1975) ist ein deutscher Historiker und Autor, der durch seine Forschungen zur Geschichte des Nationalsozialismus und mehrere Initiativen zur Gedenkkultur bekannt wurde.

## Leben

### Studium und Dissertationen
Nach einer handwerklichen Ausbildung studierte Reitzenstein Geschichtswissenschaften, Erziehungswissenschaften und Rechtswissenschaften.
In den Jahren 2013 und 2014 legte er zwei Dissertationen in den Fächern Medizinische Wissenschaft und Geschichtswissenschaft vor. Seine medizingeschichtliche Dissertation an der Charité in Berlin (2013) behandelt die Entwicklung und Produktion des Hämostyptikums Polygal in den Jahren 1943 bis 1945. Bereits 2014 folgte eine zweite Auflage. Damit erwarb er den Titel Dr. rer. med. Seine Dissertation in Geschichtswissenschaft an der Heinrich-Heine-Universität Düsseldorf (2014) war eine Arbeit über das Institut für wehrwissenschaftliche Zweckforschung, eine Einrichtung der von der SS geführten Forschungsgemeinschaft Deutsches Ahnenerbe. Damit wurde er zum Dr. phil. promoviert.

### Monografien
Im Jahr 2014 veröffentlichte Reitzenstein das Werk Himmlers Forscher. Wehrwissenschaft und Medizinverbrechen im „Ahnenerbe“ der SS. Die Arbeit, die inhaltlich an seine Dissertation zum Dr. phil. anschließt, wurde in Fachzeitschriften und in Publikumsmedien besprochen.
Reitzenstein wehrte sich juristisch gegen eine Rezension zu Himmlers Forscher, die im Juni 2016 auf der der Plattform H-Soz-Kult erschien. Auf seinen Antrag hin untersagte das Landgericht Hamburg im Juli 2016 eine problematische Äußerung in der Rezension. Als der betreffende Halbsatz gelöscht war, versuchte Reitzenstein gegen weitere Passagen in der Rezension vorzugehen. In der Folge wurde die Rezension komplett gelöscht.
Im Jahr 2018 veröffentlichte Reitzenstein eine Monographie über die sogenannte Straßburger Schädelsammlung, die bei Kriegsende im anatomischen Institut der Universität Straßburg mit 86 im KZ Natzweiler-Struthof in der Gaskammer ermordeten Juden aufgefunden wurde.
Das Buch erhielt positive Rezensionen unter anderem in der Süddeutschen Zeitung, der Welt und der Jüdischen Rundschau.

### Lehre
Reitzenstein ist seit Mitte der 2000er Jahre in der Lehre tätig. Er unterrichtete an Universitäten und anderen akademischen Einrichtungen in Deutschland und anderen Ländern. Auf seiner Website hebt er folgende Wirkungsorte aus den letzten 10 Jahren hervor:
- Martin-Luther-Universität Halle-Wittenberg (2011 bis 2016)
- Universität für Architektur, Bauingenieurwesen und Geodäsie in Sofia, Gastprofessur für „Geschichte und Politik der Architektur in totalitären Systemen“  (2015 bis 2017)
- Heinrich-Heine-Universität Düsseldorf, Lehrbeauftragter am Lehrstuhl für Neueste Geschichte (2015 bis 2024)[1]
- Touro University Berlin (Sommersemester 2022 und Wintersemester 2022/23)
- Universität Stuttgart, Lehrbeauftragter am Institut für Sozialwissenschaften, Abteilung für Internationale Beziehungen und Europäische Integration[16] (seit dem Wintersemester 2022/23)

### Weitere Tätigkeiten
Reitzenstein organisierte mehrere wissenschaftlichen Tagungen, bei anderen Tagungen war er federführend an der Organisation beteiligt. Er war im Jahr 2017 Initiator und bis 2021 Co-Veranstalter der Tagungsreihe Geschichte & Zukunft zu völkischer Ideologie und Geschichte. Bis 2019 war er stellvertretender Vorsitzender des Trägervereins.
Reizenstein gehört der Steuerungsgruppe des Projekts Handbook Ideologies in National Socialism an, die ein vierbändiges englischsprachiges Übersichtswerk über nationalsozialistische Ideologie herausgibt und begleitende Tagungen und Workshops veranstaltet. Zudem ist er Herausgeber der Edition der Diensttagebücher von Wolfram Sievers.
Reizenstein bietet sowohl Gutachten als auch Supervision im Bereich Provenienzforschung und Restitutionsverfahren an.

### Persönliches
Reitzenstein lebt im County Kerry in Irland.

## Initiativen zur Gedenkkultur
Zu Reitzensteins Initiativen zur Gedenkkultur erschienen zahlreiche Presseberichte.

### Hugo Heymann und die Dienstvilla des Bundespräsidenten
In seinem Buch Himmlers Forscher (2014) deckte Reitzenstein auf, unter welchen Umständen Hugo Heymann, der jüdische Voreigentümer der heutigen Dienstvilla des Bundespräsidenten, seinen Besitz und sein Leben verloren hatte.
Noch vor der Veröffentlichung wandte er sich Anfang 2014 an das Bundespräsidialamt und informierte dort die Beamten über den Sachverhalt. Wegen Meinungsverschiedenheiten über die richtige Art des Gedenkens gab Bundespräsident Joachim Gauck im Jahr 2016 bei Michael Wildt ein Gutachten in Auftrag. Das Gutachten lag im Dezember 2016 vor. Nach Kritik an dem Gutachten beauftragte der neue Bundespräsident Frank-Walter Steinmeier Wildt mit einem zweiten Gutachten.
Der Gutachter Wildt empfahl ab August 2017, eine Gedenkstele vor der Dienstvilla des Bundespräsidenten zu errichten. Bundespräsident Steinmeier enthüllte die Stele im Juni 2018 und dankte Reitzenstein dafür, dass er mit seinen Nachforschungen den Stein „ins Rollen gebracht“ habe.
Außerdem wurden im Dezember 2017 zwei von Reitzenstein gestiftete Stolpersteine für Hugo Heymann und seine Frau Maria in der Berkaer Straße in Berlin-Schmargendorf verlegt.

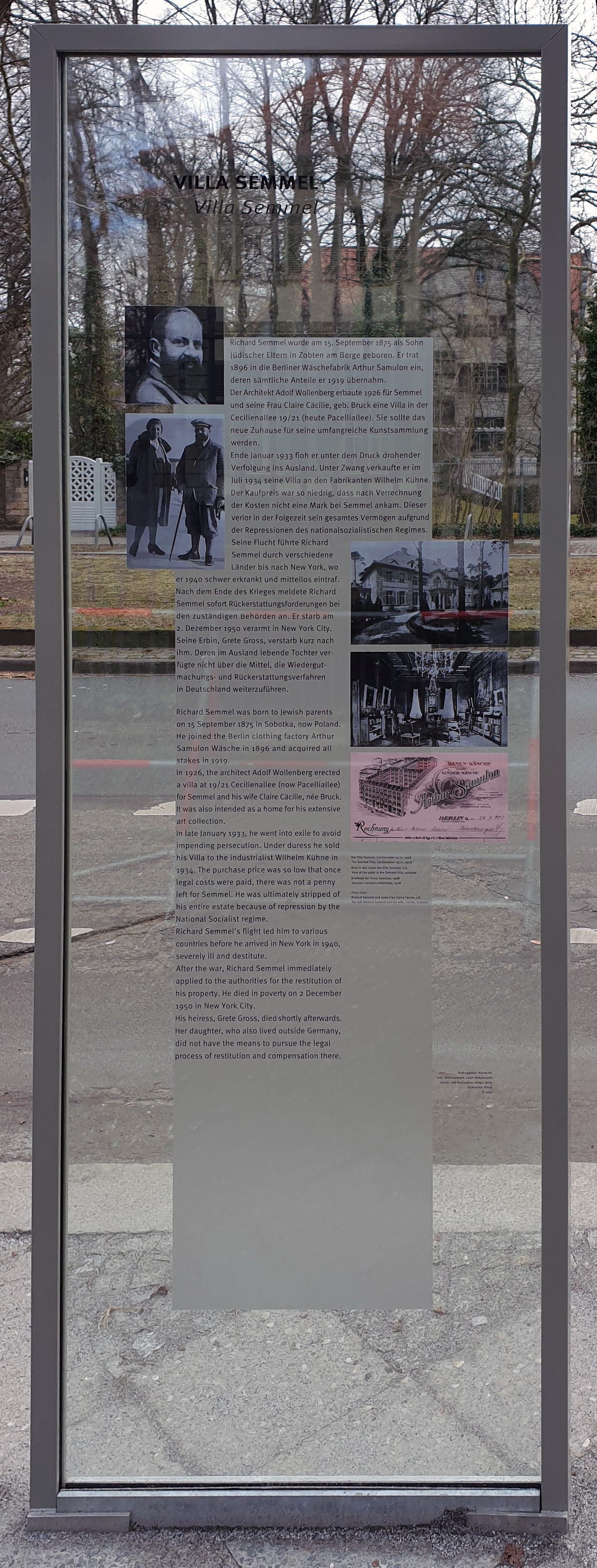
Die Gedenkstele vor der Villa Semmel in der Pacelliallee in Berlin-Dahlem

### Richard Semmel und die Villa Semmel
Im Juli 2019 veröffentlichte Reitzenstein einen Artikel in der Zeitschrift Cicero über die Villa Semmel in der Berliner Pacelliallee und ihren jüdischen Voreigentümer Richard Semmel, der 1933 ins Ausland geflohen war und sein gesamtes Vermögen verloren hatte. Reitzenstein regte eine Gedenkstele nach dem Vorbild der Dienstvilla des Bundespräsidenten an.
Die Stele vor der Villa Semmel wurde im Februar 2022 enthüllt.

### Initiative zur Umbenennung der Pacelliallee
Im September 2020 starteten Julien Reitzenstein und Ralf Balke die Initiative, die nach Eugenio Pacelli, dem späteren Papst Pius XII., benannte Pacelliallee in Berlin umzubenennen, und zwar in „Golda-Meir-Allee“, nach der vormaligen Ministerpräsidentin Israels Golda Meir. Die beiden Historiker richteten eine Website ein, um die entsprechende Petition zu unterstützen. Sie schrieben, dass Pacelli „unter zahlreichen Historikern als höchst problematische Persönlichkeit gilt“, und listeten die Gründe dafür auf.
Die Initiative wurde in der Öffentlichkeit kontrovers beurteilt. Der Kirchenhistoriker Hubert Wolf argumentierte, die Initiative komme zur Unzeit, denn die Akten des Pontifikats von Pius XII. seien erst vor einem halben Jahr freigegeben worden. Die Akten sollten zuerst sorgfältig ausgewertet werden, dann könne man die Frage nach einer Umbenennung noch einmal neu stellen.
Im September 2021 beschloss das zuständige Bezirksparlament Reitzensteins Kompromissvorschlag, die Pacelliallee nicht umzubenennen, sie aber in eine „Allee des Gedenkens“ in der Art eines Geschichtslehrpfades umzugestalten. Der erste Schritt zur Realisierung der „Allee des Gedenkens“ waren im Februar 2022 die Enthüllung der Gedenkstele vor der Villa Semmel und die dortige Verlegung von Stolpersteinen, begleitet von einer Gedenkveranstaltung im Rathaus Zehlendorf.

### Ausstellung WIR! SIND! HIER!
Aus Anlass des 80. Jahrestags der Wannseekonferenz schuf Reitzenstein die künstlerische Gedenkinstallation WIR! SIND! HIER!, die ab Januar 2022 sechs Wochen lang im Gebäude des Abgeordnetenhauses von Berlin ausgestellt wurde. Die Installation setzt lebensgroße Porträts von Shoa-Überlebenden und ihren Enkeln in Kontext mit dem Wannseekonferenz-Tisch und -Protokoll. Sie richtet sich gegen die Entpersonalisierung der Opfer. Im März 2022 war die Ausstellung in Freiburg im Breisgau zu sehen. Am 9. November 2023 wurde sie in Washington, D.C. eröffnet.

## Werke

### Dissertationen und Monografien
- Das „Institut für wehrwissenschaftliche Zweckforschung“. Entstehung, Aufbau, Arbeit und Ende. Dissertation. Pragmatic Words & Pictures, Leipzig 2014, ISBN 978-3-9815771-0-5.[49]
- Entwicklung und Produktion des Hämostyptikums Polygal in den Jahren 1943 bis 1945. Dissertation. Pragmatic Words & Pictures, Leipzig 2014, ISBN 978-3-9815771-5-0.[50]
- Himmlers Forscher. Wehrwissenschaft und Medizinverbrechen im „Ahnenerbe“ der SS. Schöningh Verlag, Paderborn 2014, ISBN 978-3-506-76657-1. Zweite, überarbeitete Auflage 2019, ISBN 978-3-506-70162-6.
- Das SS-Ahnenerbe und die „Straßburger Schädelsammlung“. Fritz Bauers letzter Fall. Duncker & Humblot, Berlin 2018, ISBN 978-3-428-15313-8 (Angaben zum Buch und Leseprobe bei buecher.de). Zweite, überarbeitete Auflage 2019, ISBN 978-3-428-15857-7.

### Als Herausgeber
- Völkische Wissenschaften: Ursprünge, Ideologien und Nachwirkungen. Verlag Walter de Gruyter, München 2020, ISBN 978-3-11-065272-7 (Co-Herausgeber).
- Reihe Politik, Ideologie und Wissenschaft. Band 1: Völkisches Denken 1848 bis 1948. Von der Paulskirche über Weimar zum Petersberg. De Gruyter, 2023, ISBN 978-3-11-069745-2 (Co-Herausgeber).
- Reihe Politik, Ideologie und Wissenschaft. Band 2 (Verfasserin Lisa Gottschall): Völkische Forschung am Krakauer „Institut für Deutsche Ostarbeit“. Die Wiener „Völkerkunde“ und Anthropologie – Biographien und Netzwerke. De Gruyter, 2024, ISBN 978-3-11-079595-0 (Herausgeber[51]).
- Handbook Ideologies in National Socialism. Band 1: Individuals and Ideologies. 2024, ISBN 978-3-11-071254-4 (Co-Herausgeber).
- Das Diensttagebuch von Wolfram Sievers und das SS-Ahnenerbe (1941–45). Das SS-Forschungsnetzwerk in den Diensttagebüchern von Wolfram Sievers. Dokumente 1941–45. De Gruyter, 2025, ISBN 978-3-11-069996-8 (Herausgeber).

### Beiträge
Reitzenstein hat zahlreiche Beiträge für unterschiedliche Publikationen veröffentlicht. Zu diesen gehören unter anderem Jüdische Allgemeine, Die Welt und Welt am Sonntag, taz, Die Zeit, Cicero, Neue Zürcher Zeitung, Die Presse und Fair Observer.
Seit 2007 schrieb er mehr als 20 Jahre lang als Autor der Zeitschrift Immobilienwirtschaft aus dem Haufe-Verlag. In den Jahren 2021 und 2022 schrieb er einige Beiträge in dem Blog Salonkolumnisten.